# Rio Pripiate
O rio Pripiate (em bielorrusso: Прыпяць; romaniz.: Prypiać; em ucraniano: Прип’ять; romaniz.: Prypiat; em russo: Припять; romaniz.: Pripiat; em polonês/polaco:  Prypeć) é um rio da Ucrânia e Bielorrússia, um dos principais afluentes do rio Dniepre. Tem comprimento de 710 km e uma bacia hidrográfica de 121000 km² (dos quais 50 900 km² na Bielorrússia). Nasce na Ucrânia, entra na Bielorrússia e passa de novo para a Ucrânia, até desaguar no Dniepre. O Pripiate é navegável a partir da cidade de Pinsk, até à confluência com o Dniepre.
As principais cidades que atravessa são Pinsk e Mazir. Também cruza a zona de exclusão de Chernobil estabelecida ao redor da Usina Nuclear de Chernobil. É, portanto, um rio contaminado com radioisótopos onde a concentração de césio 137 nos seus sedimentos continua a aumentar. A cidade de Pripiate, com 45 000 habitantes, teve que ser evacuada completamente após o desastre de Chernobil e é hoje uma cidade-fantasma.